# Franz von Gumer

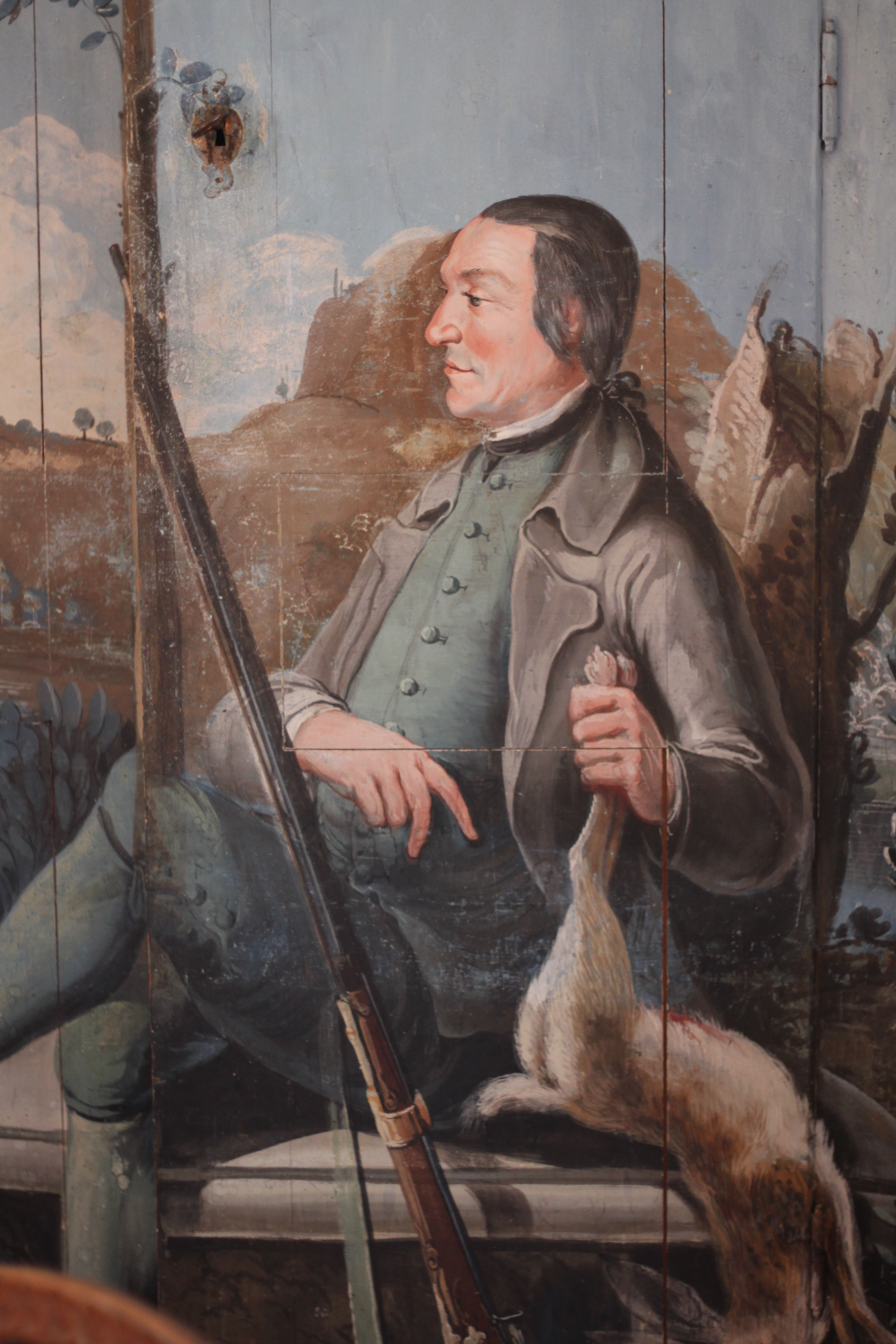
Franz von Gumer – Wandmalerei von Martin Knoller (1725–1804) im Gumer'schen Sommerfrischhaus

Franz von Gumer (* 1731 in Bozen; † 25. Juli 1794 in Wien) war Bürgermeister von Bozen und Gründer einer Bozner Freimaurerloge.

## Leben

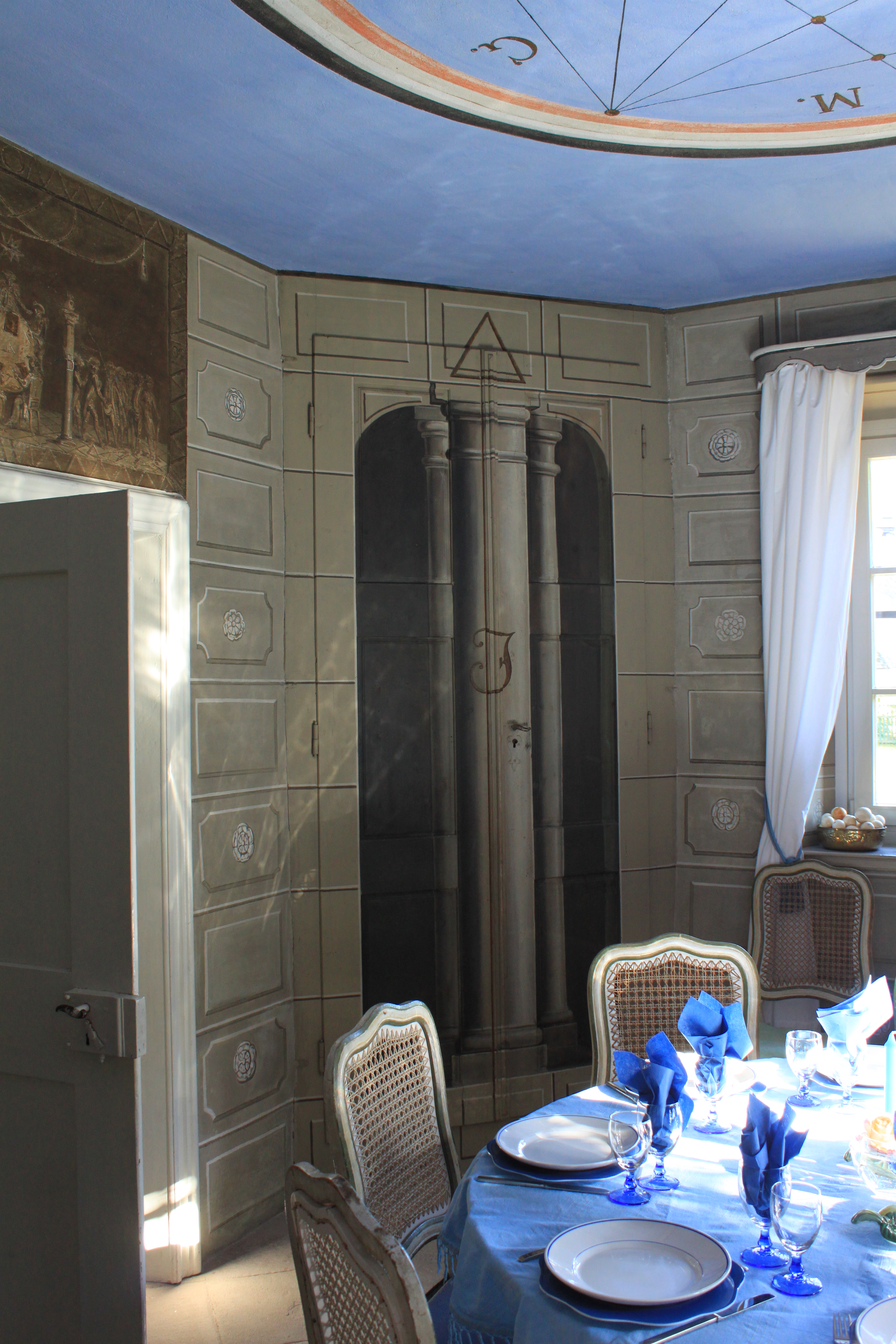
Freimaurerzimmer im Gumer'schen Sommerfrischhaus

Die Familie Gumer von Engelsburg zählte zu den wirtschaftlich und politisch bedeutendsten Familien der Bozner Handelsaristokratie. Als Kaiser Franz, der Gemahl Maria Theresias, im Juli 1765 anlässlich der Vermählung seines Sohnes Erzherzog Leopold über Bozen nach Innsbruck reiste, soll er dem Bruder von Franz, Kaufherren und Bankier Johann Gumer (1732–1793), um eine Anleihe von 200.000 Gulden gebeten haben, worauf dieser nur nachgefragt haben soll, in welcher Geldsorte der Kaiser diesen Betrag bar beheben wolle.
Franz von Gumer heiratete 1757 Katharina Faber von Lanegg. Er zeichnete sich auch als wohltätiger Stifter aus. In den Jahren 1771 bis 1776 war von Gumer Bürgermeister von Bozen. Auf dem Tiroler Landtag von 1790 war er Sprecher des Merkantilmagistrats und der sogenannten „Bozner Partei“.
In der Geschichte der Freimaurer in Österreich hat Franz von Gumer einen festen Platz: 1780 gründete er in Bozen eine Freimaurerloge, nachdem er zuvor Mitglied der Logen "Zur gekrönten Hoffnung" (Wien) und "Zu den drei Bergen" (Innsbruck) geworden war.
Die Bozner Freimaurer trafen sich im Ignaz-von-Atzwanger'schen Haus. Die Loge arbeitete allerdings nach 1785 nicht mehr, da die Ablehnung der Freimaurerei in breiteren Bevölkerungskreisen bedenkliche Formen annahm und das Freimaurerpatent Joseph II. vom 11. Dezember 1785 auch in Bozen wirksam wurde. Sein Erbe fiel an Annette von Menz, dessen Mutter Maria Anna eine geb. von Gumer war. 
Das Freimaurerzimmer im Gumer'schen Sommerfrischhaus (heute Großes Toggenburghaus) in Maria Himmelfahrt bei Oberbozen  enthält Decken- und Wandbilder mit freimaurerischen Symbolen. In Bozen gibt es heute eine italienische und eine deutsche Freimaurerloge, letztere trägt den Namen „Franz von Gumer“.